# 홍콩 달러 지폐
홍콩 달러 지폐(港元)의 발행은 홍콩 특별행정구 정부 통화위원회인 홍콩 금융관리국이 감독한다. 홍콩 금융관리국의 라이선스를 받아 상업은행 세 곳이 홍콩 내 시중 유통용 지폐를 각각 발행하고 있으며, 따라서 홍콩 달러 지폐의 양식은 총 세 가지가 있다.
전세계 대다수 국가에서는 중앙은행이나 정부가 화폐 발행을 전담한다. 홍콩의 경우처럼 발행 기관이 시중 은행이고 각각 다른 경우는 흔치 않지만 유일한 사례는 아니다. 영국은 지폐 발행 은행만 여덟 곳 (잉글랜드 웨일스에 한 곳, 스코틀랜드에 세 곳, 북아일랜드에 네 곳)이며 마카오는 발행 은행이 두 곳이다.
일상에서 유통되는 홍콩 지폐는 10달러, 20달러, 50달러,100달러, 500달러, 1,000달러권이 있다.
홍콩에서 유통되는 지폐의 총 액수는 HKMA 월간 통계와 HKMA 연간 리포트에서 확인할 수 있다.

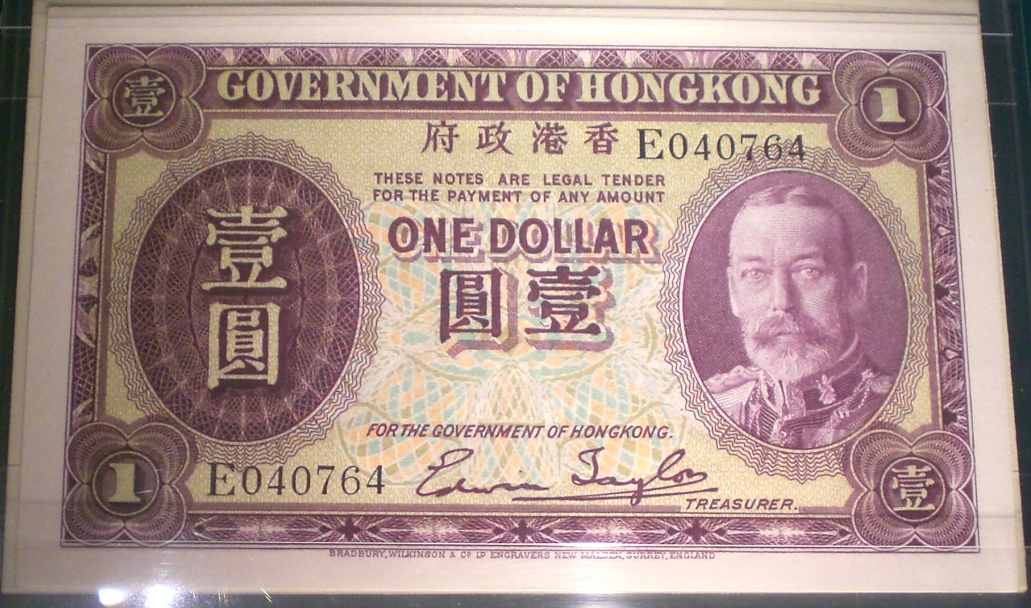
1935년에 유통된 홍콩 특별행정구 정부 발행의 1홍콩달러 지폐

## 지폐 발행처
홍콩 특별행정구 정부는 홍콩 금융관리국을 통해 시중 은행 세 곳에 홍콩 내에 유통될 통화 지폐권을 발행하도록 인가하며, 해당 은행은 다음과 같다.
- 홍콩상하이은행
- 홍콩 스탠다드차타드은행
- 중국은행 (홍콩)

발행 인가는 정부와 세 시중은행의 합의에 따른 기간 및 환경 설정에 좌우된다. 지폐는 지불 거래에 대비하여 세 시중은행에서 발행되거나 교환된다. 정부교환기금의 미 달러화 가치는 연계교환율 제도에 따라 1달러에서 7.80홍콩달러의 고정 환율로 되어 있다. 세 시중은행에서 발행되는 지폐는 홍콩인초를 통해 홍콩 내에서 찍어낸다.

## 현재 유통되는 지폐
홍콩 금융관리국이 10달러 지폐를 발행하며 나머지 세 시중 은행은 20달러 (청색), 50달러 (녹색), 100달러 (홍색), 500달러 (갈색), 1000달러 (금색) 지폐를 발행한다.
2009년 9월 홍콩 스탠다드차타드은행이 창사 150주년을 맞아 세계 최초로 150달러 지폐를 발행했다. 지폐 세트와 증정을 통해 750,000장의 지폐가 액면가를 초과하여 팔렸다. 법적으로는 효력이 있으나 시중에 유통되지는 못했는데 양이 희소하고 더 높은 가격으로 되팔 수 있었기 때문이었다.
2012년 2월 13일부터 20일까지 중국은행 홍콩지부가 창사 100주년을 맞아 새로운 100달러 지폐를 발행했다. 이 역시 법적으로는 유효하나 유통을 위해서 제작된 것은 아니었다. 150달러짜리 화폐 1장 포장 세트로 포함되어 1,100,000장이 팔리고 추가로 600달러짜리 미개봉 지폐 3장 포장 세트로 100,000세트가 판매됐다. 마지막으로 6,000달러짜리 미개봉 지폐 30장 세트로 20,000장이 판매됐다. 지폐 판매로 얻은 수익은 홍콩의 자선 단체들에게 전액 기부됐다.
2015년 스탠다드차타드 은행의 선례를 따라 홍콩상하이은행이 창사 150주년을 맞아 액면가 150달러 지폐를 발행했다. 포장에 담긴 지폐 세트로 지폐 한 장, 세 장, 35장으로 각각 나뉘어 판매됐다.

### 2003년 시리즈
| 그림                           | 액면가       | 디자인 도안                                      | 식별 장치     |             |
| HSBC 시리즈                    | HSBC 시리즈  | HSBC 시리즈                                      | HSBC 시리즈   | HSBC 시리즈 |
| ------------------------------ | ------------ | ------------------------------------------------ | ------------- | ----------- |
|                                | $20          | 빅토리아 피크와 피크 트램                        | HSBC 사자상   |             |
|                                | $50          | 보린심사                                         | HSBC 사자상   |             |
|                                | $100         | 란타우 간선의 칭마 대교                          | HSBC 사자상   |             |
|                                | $500         | 홍콩 국제공항                                    | HSBC 사자상   |             |
|                                | $1000        | 홍콩 컨벤션 센터 (신관)과 빅토리아 항            | HSBC 사자상   |             |
| 중국은행 (홍콩) 시리즈         |              |                                                  |               |             |
|                                | $20          | 피크 타워                                        | 중국은행 타워 |             |
|                                | $50          | 짐사쩌이 바닷가 홍콩문화센터와 홍콩 태공관       | 중국은행 타워 |             |
|                                | $100         | 란타우 간선의 칭마대교                           | 중국은행 타워 |             |
|                                | $500         | 홍콩국제공항                                     | 중국은행 타워 |             |
|                                | $1000        | 완짜이 앞바다의 홍콩 컨벤션 센터와 센트럴 플라자 | 중국은행 타워 |             |
| 홍콩 스탠다드차타드은행 시리즈 |              |                                                  |               |             |
|                                | $20          | 1850년대 홍콩                                    | 용머리 잉어   |             |
|                                | $50          | 1890년대 홍콩                                    | 용머리 거북   |             |
|                                | $100         | 1930년대 홍콩                                    | 기린          |             |
|                                | $500         | 1970년대 홍콩                                    | 봉황          |             |
|                                | $1000        | 2000년대 홍콩                                    | 용            |             |
| 홍콩 특별행정구 정부 시리즈    |              |                                                  |               |             |
|                                | $10 (종이)   | 기하도형                                         | 말            |             |
|                                | $10 (폴리머) | 기하도형                                         | 말            |             |

### 2010년 신권 시리즈
| 그림                           | 액면가                | 디자인 도안                                | 디자인 상징물                     |                       |
| 홍콩상하이은행 시리즈          | 홍콩상하이은행 시리즈 | 홍콩상하이은행 시리즈                      | 홍콩상하이은행 시리즈             | 홍콩상하이은행 시리즈 |
| ------------------------------ | --------------------- | ------------------------------------------ | --------------------------------- | --------------------- |
|                                | $20                   | 중추절                                     | HSBC 사자상과 HSBC 홍콩 본점 빌딩 |                       |
|                                | $50                   | 원소절                                     | HSBC 사자상과 HSBC 홍콩 본점 빌딩 |                       |
|                                | $100                  | 홍콩특별행정구 성립기념일                  | HSBC 사자상과 HSBC 홍콩 본점 빌딩 |                       |
|                                | $500                  | 춘절                                       | HSBC 사자상과 HSBC 홍콩 본점 빌딩 |                       |
|                                | $1000                 | 단오절                                     | HSBC 사자상과 HSBC 홍콩 본점 빌딩 |                       |
| 중국은행 (홍콩) 시리즈         |                       |                                            |                                   |                       |
|                                | $20                   | 친써이 만                                  | 중국은행 타워                     |                       |
|                                | $50                   | 둥핑자우섬                                 | 중국은행 타워                     |                       |
|                                | $100                  | 라이언 록                                  | 중국은행 타워                     |                       |
|                                | $500                  | 만지 저수지                                | 중국은행 타워                     |                       |
|                                | $1000                 | 빅토리아 항                                | 중국은행 타워                     |                       |
| 홍콩 스탠다드차타드은행 시리즈 |                       |                                            |                                   |                       |
|                                | $20                   | 유산과 기술 주판과 2진 부호                | 용머리 잉어                       |                       |
|                                | $50                   | 유산과 기술 옛 번호자물쇠와 금고           | 용머리 거북                       |                       |
|                                | $100                  | 유산과 기술 송나라의 비전과 인쇄 회로 기판 | 기린                              |                       |
|                                | $500                  | 유산과 기술 옛 관상도와 바이오메트릭스     | 봉황                              |                       |
|                                | $1000                 | 유산과 기술 당나라의 화폐와 스마트칩       | 용                                |                       |

| 홍콩 달러의 기념 지폐 | 홍콩 달러의 기념 지폐 | 홍콩 달러의 기념 지폐                                                                           | 홍콩 달러의 기념 지폐                         | 홍콩 달러의 기념 지폐 |
| 그림                  | 액면가                | 디자인 도안                                                                                     | 디자인 상징물                                 |                       |
| --------------------- | --------------------- | ----------------------------------------------------------------------------------------------- | --------------------------------------------- | --------------------- |
|                       | $150                  | 스탠다드차타드 은행 빌딩                                                                        | 홍콩의 역사를 나타낸 사람들의 모습            |                       |
|                       | $150                  | 홍콩상하이은행의 구 사옥과 신 사옥 ("성장의 단계"), "성장의 얼굴", "성장의 모습", "성장의 보장" | HSBC 사자상, 홍콩상하이은행 구 사옥과 신 사옥 |                       |
|                       | $20                   | 중국은행 타워, 베이징 국가체육관, 고대 그리스 극장                                              | 중국은행 타워                                 |                       |
|                       | $100                  | 만리장성과 베이징의 중국은행 본부                                                               | 중국은행 타워                                 |                       |